# Kebon (Bayat)
Kebon is een bestuurslaag in het regentschap Klaten van de provincie Midden-Java, Indonesië. Kebon telt 2135 inwoners (volkstelling 2010).